# (57359) Robcrawford
(57359) Robcrawford est un astéroïde de la ceinture principale.

## Description
(57359) Robcrawford est un astéroïde de la ceinture principale. Il fut découvert le 1er septembre 2001 à Fountain Hills (Arizona) par Charles W. Juels. Il présente une orbite caractérisée par un demi-grand axe de 2,56 UA, une excentricité de 0,13 et une inclinaison de 22,2° par rapport à l'écliptique.

## Compléments